# Манастирица (Кладово)
Манастирица је насеље у Србији у општини Кладово у Борском округу. Према попису из 2022. у насељу је било 118 становника (према попису из 2011. било је 168 становника, према попису из 2002. било је 250 становника).
У атару села налази се истоимени православни манастир Манастирица.

## Прошлост
У окружију Крајинском и срезу Кључком или Кладовском 1853. године је у саставу села Подвршке, засеок Манастирица. У Манастирици има 28 кућа са 123 душе. У атару села према планини је био манастир истог имена са једним јеромонахом.
Године 1864. село је са (и још неколико из околине) своје 32 куће, било у саставу манастирске парохије.
Државопис из 1870. године даје детаљне податке о сточном благу села. Село та има укупно: два коња, седам кобила, три бика, 69 волова, 39 крава музара, 21 краву јалову, осам јунади, 39 телади, без нераста, 59 крмача и пет вепрова.
У селу 1876. године постоји основна школа. Учитељ Драгутин Тодорић је прешао у Манастирицу 1886. године, из Изварице. Учитеља је као и у другим местима било много и често су се смењивали. Обично долази заступник учитеља (приправник), који након извесног времена стиче право да полаже учитељски испит. Познати су следећи учитељи школе у Манастирици: Ђорђе Станковић учитељ (заступник учитеља) и резервни капетан (1901), Симеон Глишовић (1902-1903), Сретен Вукосављевић учитељски заступник (1903-1905), Сава Поповић учитељски заступник (1904), Стојан Стојнић (1905-1907), Милосав Ђурић (1912)...Школа у Манастирици крајинској 1920. године није могла да добије учитеља јер није било пријављених кандидата.
Општина Ђердапска је 1901. године у свом саставу имала села: Давидовац, Кладушницу, Сип и Манастирицу. Давидовац и Манастирица су иако део исте општине били врло удаљени, и за Манастирицу се 1908. каже да је положено "на једном вису у самом камењару". Те године је једино Манастирица страдала од суше.

## Демографија
Према последњем попису из 2022. године у Манастирици је живело 118 становника што је за 50 мање у односу на 2011. када је на попису било 168 становника. У насељу живи 114 пунолетних становника, а просечна старост становништва износи 59,97 година (57,43 код мушкараца и 62,68 код жена).
Према подацима пописа из 2022. у насељу има 64 домаћинства, а просечан број чланова по домаћинству је 1,84. а према истом попису у насељу има 189 стамбених јединица од којих је 94 насељених.
Ово насеље је углавном насељено Србима (према попису из 2002. године), а у последња три пописа, примећен је пад у броју становника.
|  |

| Демографија | Демографија | Демографија |
| Година      | Становника  | Становника  |
| ----------- | ----------- | ----------- |
| 1948.       | 449         |             |
| 1953.       | 479         |             |
| 1961.       | 486         |             |
| 1971.       | 529         |             |
| 1981.       | 438         |             |
| 1991.       | 356         | 313         |
| 2002.       | 250         | 305         |
| 2011.       | 168         |             |
| 2022.       | 118         |             |

| Етнички састав према попису из 2002.‍ | Етнички састав према попису из 2002.‍ | Етнички састав према попису из 2002.‍ | Етнички састав према попису из 2002.‍ | Етнички састав према попису из 2002.‍ |
| ------------------------------------ | ------------------------------------ | ------------------------------------ | ------------------------------------ | ------------------------------------ |
|                                      |                                      |                                      |                                      |                                      |
| Срби                                 | Срби                                 |                                      | 219                                  | 87,6%                                |
| Власи                                | Власи                                |                                      | 4                                    | 1,6%                                 |
| Црногорци                            | Црногорци                            |                                      | 1                                    | 0,4%                                 |
| Румуни                               | Румуни                               |                                      | 1                                    | 0,4%                                 |
| непознато                            | непознато                            |                                      | 2                                    | 0,8%                                 |

| Година пописа     | 1948. | 1953. | 1961. | 1971. | 1981. | 1991. | 2002. |
| ----------------- | ----- | ----- | ----- | ----- | ----- | ----- | ----- |
| Број домаћинстава | 101   | 103   | 115   | 129   | 121   | 100   | 88    |

| Број чланова      | 1  | 2  | 3  | 4  | 5  | 6 | 7 | 8 | 9 | 10 и више | Просек |
| ----------------- | -- | -- | -- | -- | -- | - | - | - | - | --------- | ------ |
| Број домаћинстава | 15 | 30 | 17 | 11 | 10 | 5 | 0 | 0 | 0 | 0         | 2,84   |

| Пол    | Укупно | Неожењен/Неудата | Ожењен/Удата | Удовац/Удовица | Разведен/Разведена | Непознато |
| ------ | ------ | ---------------- | ------------ | -------------- | ------------------ | --------- |
| Мушки  | 116    | 35               | 66           | 6              | 9                  | 0         |
| Женски | 105    | 8                | 67           | 24             | 6                  | 0         |
| УКУПНО | 221    | 43               | 133          | 30             | 15                 | 0         |

| Пол    | Укупно                    | Пољопривреда, лов и шумарство | Рибарство                            | Вађење руде и камена | Прерађивачка индустрија       |
| ------ | ------------------------- | ----------------------------- | ------------------------------------ | -------------------- | ----------------------------- |
| Мушки  | 52                        | 16                            | 0                                    | 0                    | 8                             |
| Женски | 23                        | 20                            | 0                                    | 0                    | 0                             |
| УКУПНО | 75                        | 36                            | 0                                    | 0                    | 8                             |
| Пол    | Производња и снабдевање   | Грађевинарство                | Трговина                             | Хотели и ресторани   | Саобраћај, складиштење и везе |
| Мушки  | 9                         | 2                             | 2                                    | 0                    | 2                             |
| Женски | 0                         | 0                             | 1                                    | 1                    | 0                             |
| УКУПНО | 9                         | 2                             | 3                                    | 1                    | 2                             |
| Пол    | Финансијско посредовање   | Некретнине                    | Државна управа и одбрана             | Образовање           | Здравствени и социјални рад   |
| Мушки  | 0                         | 0                             | 2                                    | 2                    | 3                             |
| Женски | 0                         | 0                             | 0                                    | 1                    | 0                             |
| УКУПНО | 0                         | 0                             | 2                                    | 3                    | 3                             |
| Пол    | Остале услужне активности | Приватна домаћинства          | Екстериторијалне организације и тела | Непознато            | Непознато                     |
| Мушки  | 1                         | 0                             | 0                                    | 5                    | 5                             |
| Женски | 0                         | 0                             | 0                                    | 0                    | 0                             |
| УКУПНО | 1                         | 0                             | 0                                    | 5                    | 5                             |

## Галерија
- Manastirica
- Manastirica spomen ploča
- Manastirica stara kuća
- Manastirica panorama
- Manastirica pogled na crkvu
- Manastirica crkva
- Manastirica naselje